# Fanny Gibertová

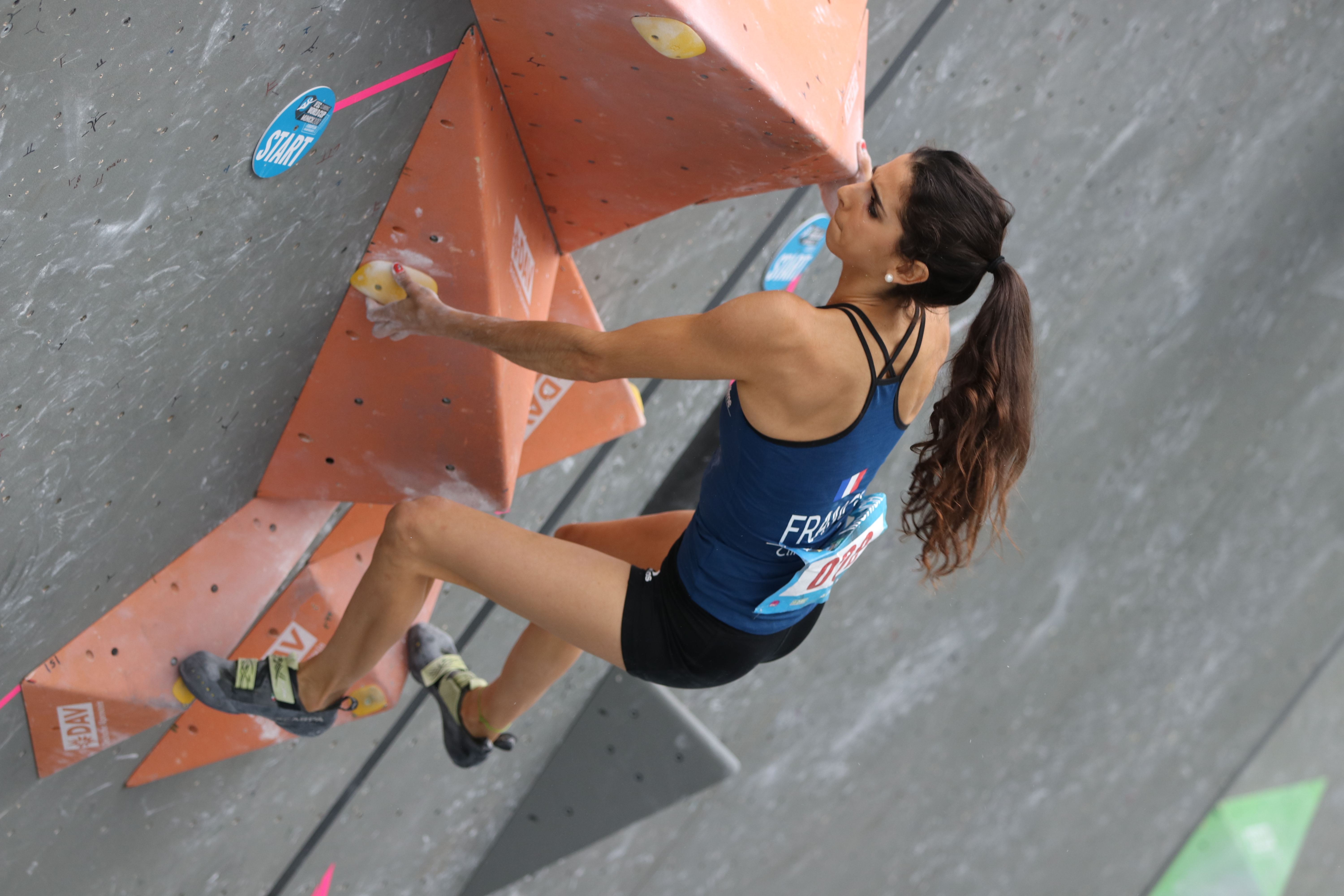
Fanny Gibertová na SP 2018 v boulderingu v Mnichově

Fanny Gibertová (* 16. února 1993 Montpellier) je francouzská sportovní lezkyně, vítězka Rock Masteru, akademická mistryně světa v boulderingu a akademická mistryně Evropy v lezení na obtížnost a v boulderingu. Na Světových hrách 2017 získala bronz. Zlato a stříbro má z celkového hodnocení Evropského poháru juniorů v boulderingu.

## Výkony a ocenění
- 2012: vítězka v celkovém hodnocení Evropského poháru juniorů v boulderingu
- 2015: dva tituly na Akademickém mistrovství Evropy v lezení na obtížnost a v boulderingu
- 2015: mistryně Francie v boulderingu
- 2016: akademická mistryně světa v boulderingu
- 2016: nominace na Světové hry 2017 ve Vratislavi, za 6. místo v celkovém hodnocení světového poháru
- 2017: třetí místo v boulderingu na IV. ročníku Světových her
- 2018: vítězka Rock Masteru, semifinalistka mistrovství světa, bronz v celkovém hodnocení světového poháru

### Závodní výsledky
| Světové hry | Světové hry |
| Rok         | 2017        |
| ----------- | ----------- |
| Bouldering  | 3           |

| Arco Rock Master | Arco Rock Master |
| Rok              | 2018             |
| ---------------- | ---------------- |
| Bouldering       | 1                |

| Mistrovství světa | Mistrovství světa | Mistrovství světa | Mistrovství světa |
| Rok               | 2014              | 2016              | 2018              |
| ----------------- | ----------------- | ----------------- | ----------------- |
| Bouldering        | 10                | 23-24             | 9                 |

| Světový pohár       | Světový pohár       | Světový pohár                 | Světový pohár            | Světový pohár | Světový pohár      | Světový pohár    | Světový pohár   |
| Rok                 | 2011                | 2013                          | 2014                     | 2015          | 2016               | 2017             | 2018            |
| ------------------- | ------------------- | ----------------------------- | ------------------------ | ------------- | ------------------ | ---------------- | --------------- |
| Bouldering          | 77-78               | 52-53                         | 8                        | 8-9           | 6                  | 9                | 3               |
| jednotlivě* (0/2/1) | -,-,21,-, -,-,-,-,- | 41-42,-,-,27-28 ,-,27-28,23,- | 4,-,,12, · 13,23-24,11,7 | ,-, · -,11,8  | 7,-,21-22, 8,9,5,7 | 8,-,-,5, 12,12,8 | 4,4,7, · ,8,5,5 |
| Kombinace           |                     |                               |                          |               |                    | x                |                 |

* poznámka: nalevo jsou poslední závody v roce
| Akademické mistrovství světa | Akademické mistrovství světa |
| Rok                          | 2016                         |
| ---------------------------- | ---------------------------- |
| bouldering                   | 1                            |

| Mistrovství Evropy | Mistrovství Evropy | Mistrovství Evropy |
| Rok                | 2015               | 2017               |
| ------------------ | ------------------ | ------------------ |
| Bouldering         | 7                  | 6                  |

| Akademické mistrovství Evropy | Akademické mistrovství Evropy |
| Rok                           | 2015                          |
| ----------------------------- | ----------------------------- |
| Obtížnost                     | 1                             |
| Rychlost                      | 18                            |
| Bouldering                    | 1                             |

| Mistrovství Francie | Mistrovství Francie | Mistrovství Francie |
| Rok                 | 2014                | 2015                |
| ------------------- | ------------------- | ------------------- |
| Bouldering          | 2                   | 1                   |

| Mistrovství světa juniorů | Mistrovství světa juniorů |
| Rok                       | 2012 juniorky             |
| ------------------------- | ------------------------- |
| Obtížnost                 | 10                        |

| Evropský pohár juniorů | Evropský pohár juniorů | Evropský pohár juniorů        |
| Rok                    | 2011 juniorky          | 2012 juniorky                 |
| ---------------------- | ---------------------- | ----------------------------- |
| Obtížnost              | 18                     | 7                             |
| jednotlivě*            | -,10,15,-,-            | 10,21,9,4                     |
|                        |                        |                               |
| Bouldering             | 2                      | 1                             |
| jednotlivě* (2/1/0)    | ,4                     | Zlatá medaile · Zlatá medaile |

* poznámka: nalevo jsou poslední závody v roce